# IC 4395
IC 4395 је спирална галаксија у сазвјежђу Волар која се налази на листи објеката дубоког неба у Индекс каталогу.
Деклинација објекта је + 26° 51' 27" а ректасцензија 14h 17m 20,8s. Привидна величина (магнитуда) објекта IC 4395 износи 14,1 а фотографска магнитуда 14,9. IC 4395 је још познат и под ознакама UGC 9141, MCG 5-34-7, MK 673, IRAS 14151+2705, CGCG 163-15, KUG 1415+270, PGC 51033.